# Gordius robustus
Gordius robustus är en djurart som tillhör fylumet tagelmaskar, och som beskrevs av Joseph Leidy 1851. Gordius robustus ingår i släktet Gordius, och familjen Gordiidae. Inga underarter finns listade i Catalogue of Life.